# Окоронкво, Джонатан
Джонатан Теофилус Окоронкво (англ. Jonathan Theophilus Okoronkwo; род. 13 сентября 2003, Калабар) — нигерийский футболист, нападающий турецкого клуба «Хатайспор».

## Биография
Футболом начинал заниматься в нигерийской футбольной академии «Даймонд Стар Калабар», затем выступал за местный клуб «Хоуп оф Глори». В 2019 году переехал в Россию, занимался в академии «Виста» из Геленджика, выступал на любительском уровне, играл в студенческой лиге за команду Кубанского государственного университета.
В 2021 году заключил контракт с болгарским клубом «Ботев» (Пловдив), но не сыграл за него ни одного матча. 22 февраля 2022 года был арендован «Краснодаром-2» до конца 2022 года. 8 марта 2022 года дебютировал за «Краснодар-2» в матче ФНЛ против «Балтики» (0:3), вышел в стартовом составе, отыграл весь матч.
Весной 2022 года, после четырёх матчей за «Краснодар-2», в которых забил два гола, был переведён в первую команду клуба. 3 апреля 2022 года дебютировал в Российской Премьер-лиге, выйдя на замену в домашнем матче с «Динамо» (0:1).
В июне 2022 года был выкуплен «Краснодаром» у «Ботева», подписал с российским клубом контракт до 30 июня 2026 года.
В июле 2023 года на правах аренды перешёл в тульский «Арсенал».